# ナッシャー・ライオンズFC
ナッシャー・ライオンズ・フットボールクラブ（英語: Naxxar Lions Football Club）は、マルタのナッシャーをホームタウンとするサッカークラブ。

## 概要
マルタ共和国北部のナッシャーを本拠地に置く、マルタ北部最初のサッカークラブである。
下部リーグ所属が長いが、いくつかのシーズンではマルタ・プレミアリーグに所属し戦うこともある。
同じくマルタ北部を本拠地とするモスタFCが最大のライバルであり、北のダービーとしてノーザン・クラシックと呼ばれている。

## タイトル
- マルタ1部リーグ(1987-88、1993-94、2012-13)
- マルタ2部リーグ(1986-87)
- マルタ3部リーグ(1985-86)